# 堀内正人
堀内 正人（ほりうち まさと、1985年1月4日 - ）は、日本の男性YouTuber。競技麻雀の元プロ雀士。ポーカープレイヤー。宮城県仙台市出身。元日本プロ麻雀連盟所属（退会時の段位は五段）、愛称は「ホーリー」。

## 人物
- 仙台育英学園高等学校卒[3]。
- 父親は緊急地震速報システムを開発した堀内茂木[4]。
- 2006年に日本プロ麻雀連盟22期生としてプロデビュー[2][5][6]。
- 連盟のプロとしては少数派のデジタル派。
- 2010年の十段戦では五段戦(チャンピオンズリーグ優勝によるシード)から勝ち進み、十段位を獲得[2]。
- 2013年11月の第30期十段戦2日目決勝8回戦東4局における和了[注釈 1]の前に取ったとされる動作[注釈 2]が後日開催された緊急理事会で三味線行為であると認定され失格となった[7]。2日目終了時点での通算成績は堀内がトップであった[2]。また、翌年3月の理事会において1年間の謹慎(公式戦出場停止)・元十段位のシード権の剥奪[注釈 3]、鳳凰戦B2リーグからC3リーグへの降級処分も決定された[2]。
- 2014年9月に日本プロ麻雀連盟を退会[2]。
- 麻雀ライターの福地誠と親交が深く、その縁で麻雀スリアロチャンネルの番組や福地の配信に出演するようになる。2015年3月14日のスリアロチャンネル『闘牌列伝～戦術本祭り』で本格復帰し、ASAPIN（初代天鳳位）、石井一馬（最高位戦日本プロ麻雀協会）、須田良規（日本プロ麻雀協会）と赤牌ルールで対局した。
- 雀ナビ四人麻雀オンラインにフリープロとして参戦。
- 第五期天鳳名人戦に参戦し、惜しくも準優勝。
- 2020年に入ってからYouTubeでの動画投稿を開始。マカオでポーカープレイヤーとして生計を立てていることを明かした[8]。
- コロナによるカジノ閉鎖後は帰国し、ポーカーの他、麻雀に関する動画も投稿している。
- 2022年6月、ラスベガスで開催されるWSOP 2022に参加するため渡米[9]。50日間に亘る滞在の様子を投稿している。
- 2024年3月13日、昨年の春から交際していた日本プロ麻雀協会に所属している女流プロの、めい（めいてょ）プロと入籍する旨を同日の挙式にてYouTube動画投稿にて報告する。

## 獲得タイトル
- 東北プロリーグ　優勝 (第14期)
- チャンピオンズリーグ　優勝（第17期）
- 十段位　1期（第27期）
- AMリーグ2021 優勝（第1期）

## 著書
- 麻雀麒麟児の一打 鉄鳴き―近代麻雀公認（竹書房、2013年） ISBN 978-4812494400
- 神速の麻雀 堀内システム51  (編集：福地誠) （洋泉社、2015年） ISBN 978-4800305794
  - 令和版 神速の麻雀 堀内システム55  (編集：福地誠) （三才ブックス、2020年） ISBN 978-4866732169
- 堀内式システム麻雀 何切る?何鳴く?問題集（鉄人社、2023年） ISBN 978-4865372540
- 麻雀 激ムズ何切る問題集（nisi共著、鉄人社、2023年） ISBN 978-4865372687